# Encostas da Serra Geral
Encostas da Serra Geral é uma região natural de Santa Catarina. Os municípios que compõem o território, situado às cabeceiras dos rios  Braço do Norte e  Capivari, são:  Santa Rosa de Lima, Rancho Queimado, Anitápolis, Rio Fortuna, Grão-Pará e Gravatal.